# Баден (Австрия)
Вижте пояснителната страница за други значения на Баден.
Баден (на немски: Baden) е град в Австрия, провинция Долна Австрия, административен център на окръг Баден.
Градът отстои на 26 км от столицата Виена. Често е наричан неофициално Баден до Виена (Baden bei Wien), за да се разграничи от Баден, Швейцария и Баден-Баден, Германия.
Баден е особено известен като балнеоложки център. Градът е с население от 25 136 души към 1 януари 2010 г.

## География
Баден е разположен в живописната долина на река Швехат, част от хълмистия горски масив Виенски гори. В района на града се намират тринайсет на брой топли минерални извори, мнозинството от които извират от връх Калвариенберг. Баден е заобиколен от над 120 лозови масива.
Баден се дели на 7 района: Баден, Брайтен, Гамингерхоф, Лездорф, Митерберг, Раухенщайн, Вайкерсдорф.

## История
Топлите минерални извори в района на Баден са известни още по времето на Римската империя. При управлението на Клавдий селището, което е в близост до изворите получава името Aquae (Бани). През 869 селището е преименувано на Падун (Padun). През 1480 Баден получава статут на град с прилежащите му права. През 1488 градът е посетен от унгарската кралица Беатрис Арагонска, която се надява тамошните лечебни извори да излекуват безплодието ѝ. Баден става свидетел и на ожесточени конфликти по време на Реформацията и Контрареформацията.
Нашествията на османските войски през 1529 (Обсада на Виена) и 1683 (Битка при Виена) оставят града в руини. През 1713 чумата достига Баден и покосява голяма част от населението, а година по-късно части от града са изпепелени до основи от голям пожар. Между 1796 и 1834 император Франц II прекарва всяко лято в Баден, превръщайки го в своя постоянна лятна резиденция. След големият пожар от 1812 Баден е построен наново по план на архитекта Йозеф Корнхойзел. През 1850 в състава на града влизат селцата Лездорф и Гутенбрун, а през 1912 Вайкерсдорф става част от Баден.
По време на Първата световна война в двореца Вайлбург (вече несъществуващ) временно се разполага главното командване на Австро-унгарските военни сили. По време на Втората световна война голяма част от града е унищожена при масираната бомбардировка на 2 април 1945. Между 1945 и 1955 Баден се използва като щаб-квартира на Съветските сили по време на окупацията на Австрия от Съюзническите сили.
През 1943 в Баден е открито игрално казино, което бързо превръща града в популярна дестинация до края на Втората световна война. След 1965 цялата туристическа инфраструктура в града е възстановена и Баден се утвърждава отново като важен туристически център в Австрия и като един от най-популярните балнеоложки курорти в страната.

## Личности
- Карл Ландщайнер (1868 – 1943), лекар и биолог, Нобелов лауреат
- Ервин Хофер (р. 1987), футболист

## Галерия
- Станция „Йозефплац“
- Главен площад
- Площада пред театъра
- Казино „Конгрес“
- Паметник на Ланер и Щраус
- Термален комплекс
- Улица „Пфрагазе“
- Къща, в която е отсядал Бетховен
- Къща в стил Ар нуво
- Виенски акведукт
- Римските бани
- Руини от замъка Рауенщайн